# Amblyomma argentinae
Amblyomma argentinae (лат.) — вид клещей из семейства Ixodidae. Южная Америка: Аргентина (Формоса, Кордова, Катамарка, Сантьяго-дель-Эстеро). Среднего размера клещи (2—5 мм, самцы мельче самок). Тазики I-IV с 2 шпорами (тазики I с 2 короткими равными по длине шпорами). Ветлуги без шпор. Паразитируют на пресмыкающихся. Известны находки на черепахах вида Geochelone chilensis (=Chelonoides (Testudo) chilensis). У самцов спинной жесткий щиток прикрывает все тело, у самок треть. Вид был впервые описан в 1904 году французским зоологом профессором Л. Г. Ньюманном (Neumann L. G.; 1846—1930).